# Élections sénatoriales de 2004 dans les Hauts-de-Seine
Les élections sénatoriales dans les Hauts-de-Seine ont eu lieu le dimanche 26 septembre 2004. Elles ont eu pour but d'élire les sénateurs représentant le département au Sénat pour un mandat de sept années.

## Contexte départemental
Lors des élections sénatoriales du 24 septembre 1995 dans les Hauts-de-Seine, sept sénateurs ont été élus selon un mode de scrutin proportionnel : un PS, un PCF, deux UDF et trois RPR.
Depuis, tous les effectifs du collège électoral des grands électeurs ont été renouvelés, avec les élections législatives françaises de 2002, les élections régionales françaises de 2004, les élections cantonales de 2001 et 2004 et les élections municipales françaises de 2001.

## Sénateurs sortants
| Sénateur | Sénateur                 | Parti | Fonctions lors de l'élection en 1995                             |
| -------- | ------------------------ | ----- | ---------------------------------------------------------------- |
|          | Roland Muzeau            | PCF   | Conseiller général, adjoint au maire de Gennevilliers            |
|          | Robert Badinter          | PS    | Ancien président du conseil constitutionnel, ancien ministre     |
|          | Denis Badré              | UDF   | Conseiller général, maire de Ville-d'Avray                       |
|          | Charles Ceccaldi-Raynaud | UMP   | Maire de Puteaux                                                 |
|          | Jean-Pierre Fourcade     | UMP   | Sénateur sortant, maire de Boulogne-Billancourt, ancien ministre |
|          | Roger Karoutchi          | UMP   | Vice-président du conseil régional                               |
|          | Jean-Pierre Schosteck    | UMP   | Sénateur sortant, maire de Châtillon                             |

## Présentation des listes et des candidats
Les nouveaux représentants sont élus pour une législature de 7 ans au suffrage universel indirect par les 1990 grands électeurs du département. Dans les Hauts-de-Seine, les sénateurs sont élus au scrutin proportionnel plurinominal. Leur nombre reste inchangé, 7 sénateurs sont à élire et 9 candidats doivent être présentés sur la liste pour qu'elle soit validée. Chaque liste de candidats est obligatoirement paritaire et alterne entre les hommes et les femmes. 14 listes ont été déposées dans le département. Elles sont présentées ici dans l'ordre de leur dépôt à la préfecture et comportent l'intitulé figurant aux dossiers de candidature.

### Liste n° 1: Divers
| N° | Candidats | Candidats            | Parti | Principale fonction |
| -- | --------- | -------------------- | ----- | ------------------- |
| 01 |           | Faouzia Zebdi-Ghorab | DIV   |                     |
| 02 |           |                      | DIV   |                     |
| 03 |           |                      | DIV   |                     |
| 04 |           |                      | DIV   |                     |
| 05 |           |                      | DIV   |                     |
| 06 |           |                      | DIV   |                     |
| 07 |           |                      | DIV   |                     |
| 08 |           |                      | DIV   |                     |
| 09 |           |                      | DIV   |                     |

### Liste n° 2: Parti radical de gauche
| N° | Candidats | Candidats       | Parti | Principale fonction |
| -- | --------- | --------------- | ----- | ------------------- |
| 01 |           | Mireille Gitton | PRG   |                     |
| 02 |           |                 | PRG   |                     |
| 03 |           |                 | PRG   |                     |
| 04 |           |                 | PRG   |                     |
| 05 |           |                 | PRG   |                     |
| 06 |           |                 | PRG   |                     |
| 07 |           |                 | PRG   |                     |
| 08 |           |                 | PRG   |                     |
| 09 |           |                 | PRG   |                     |

### Liste n° 3: Parti communiste français
| N° | Candidats | Candidats            | Parti | Principale fonction |
| -- | --------- | -------------------- | ----- | ------------------- |
| 01 |           | Roland Muzeau        | PCF   | Sénateur sortant    |
| 02 |           | Brigitte Dareau      | PCF   |                     |
| 03 |           | Michel Laubier       | PCF   |                     |
| 04 |           | Catherine Margaté    | PCF   |                     |
| 05 |           | Jean-Marc Seyler     | PCF   |                     |
| 06 |           | Annie Mendez         | PCF   |                     |
| 07 |           | Bernard Destrem      | PCF   |                     |
| 08 |           | Marie-Hélène Amiable | PCF   | Maire de Bagneux    |
| 09 |           | Gabriel Massou       | PCF   |                     |

### Liste n° 4: Divers droite
| N° | Candidats | Candidats                  | Parti | Principale fonction                             |
| -- | --------- | -------------------------- | ----- | ----------------------------------------------- |
| 01 |           | Jean-Pierre Fourcade       | UMP   | Sénateur sortant, maire de Boulogne-Billancourt |
| 02 |           | Joëlle Ceccaldi-Raynaud    | UMP   | Députée, Maire de Puteaux                       |
| 03 |           | François Kosciusko-Morizet | UMP   | Conseiller régional, maire de Sèvres            |
| 04 |           | Brigitte Marty             | UMP   | Conseillère municipale de Villeneuve-la-Garenne |
| 05 |           | Bernard Gahnassia          | UMP   |                                                 |
| 06 |           | Hélène Lepetit-Moussoulos  | UMP   |                                                 |
| 07 |           | Jean-Louis Testud          | UMP   |                                                 |
| 08 |           | Michèle Carle              | UMP   |                                                 |
| 09 |           | Hugues Sirven-Viénot       | UMP   |                                                 |

### Liste n° 5: Divers droite
| N° | Candidats | Candidats                | Parti | Principale fonction                  |
| -- | --------- | ------------------------ | ----- | ------------------------------------ |
| 01 |           | Jean-Pierre Schosteck    | UMP   | Sénateur sortant, maire de Châtillon |
| 02 |           | Christina-Théodora Boone | UMP   |                                      |
| 03 |           | Jean-Pierre Le Lausque   | UMP   |                                      |
| 04 |           | Nathalie Koubbi          | UMP   |                                      |
| 05 |           | Jean-Philippe Allardi    | UMP   |                                      |
| 06 |           | Élisabeth Masset         | UMP   |                                      |
| 07 |           | Gérard Podvin-Trimardeau | UMP   |                                      |
| 08 |           | Catherine Savelieff      | UMP   |                                      |
| 09 |           | Victor-Jean Leguay       | UMP   |                                      |

### Liste n° 6: Union pour un mouvement populaire
| N° | Candidats | Candidats                 | Parti | Principale fonction                                                  |
| -- | --------- | ------------------------- | ----- | -------------------------------------------------------------------- |
| 01 |           | Roger Karoutchi           | UMP   | Sénateur sortant, conseiller régional                                |
| 02 |           | Isabelle Debré            | UMP   | Conseillère régionale, première adjointe au maire de Vanves          |
| 03 |           | Jacques Gautier           | UMP   | Conseiller général, maire de Garches                                 |
| 04 |           | Nicole Goueta             | UMP   | Concseillère générale, maire de Colombes                             |
| 05 |           | Jean-Yves Sénant          | UMP   | Conseiller régional, maire d'Antony                                  |
| 06 |           | Isabelle Balkany          | UMP   | Conseillère générale, première adjointe au maire de Levallois-Perret |
| 07 |           | Benoît Blot               | UMP   | Adjoint au maire du Plessis-Robinson                                 |
| 08 |           | Dominique Naveau-Duchesne | UMP   | Conseillère municipale de Ville-d'Avray                              |
| 09 |           | Alain-Bernard Boulanger   | UMP   | Conseiller général, maire de Villeneuve-la-Garenne                   |

### Liste n° 7: Divers droite
| N° | Candidats | Candidats           | Parti | Principale fonction                             |
| -- | --------- | ------------------- | ----- | ----------------------------------------------- |
| 01 |           | Denis Badré         | UDF   | Sénateur sortant, maire de Ville-d'Avray        |
| 02 |           | Claire de Lesquen   | DVD   | Adjointe au maire de Neuilly-sur-Seine          |
| 03 |           | Philippe Laurent    | UDF   | Conseiller général, maire de Sceaux             |
| 04 |           | Françoise Schoeller | UMP   | Adjointe au maire de Bourg-la-Reine             |
| 05 |           | Pierre Creuzet      | UDF   | Conseiller municipal de Nanterre                |
| 06 |           | Christiane Jacquet  | DVD   | Conseillère municipale de Villeneuve-la-Garenne |
| 07 |           | Dominique Lebrun    | UDF   | Adjoint au maire de Meudon                      |
| 08 |           | Anne Rouby          | UMP   | Adjointe au maire de Rueil-Malmaison            |
| 09 |           | Jean-Loup Metton    | UDF   | Conseiller général, maire de Montrouge          |

### Liste n° 8: Union pour la démocratie française
| N° | Candidats | Candidats         | Parti | Principale fonction                                              |
| -- | --------- | ----------------- | ----- | ---------------------------------------------------------------- |
| 01 |           | Hervé Marseille   | UDF   | Conseiller général, maire de Meudon                              |
| 02 |           | Chantal Brault    | UDF   | Conseillère régionale, adjointe au maire de Sceaux               |
| 03 |           | Denis Larghero    | UDF   | Conseiller général                                               |
| 04 |           | Dorothée Pineau   | UDF   | Conseillère régionale, adjointe au maire de Boulogne-Billancourt |
| 05 |           | André Cros        | UDF   | Adjoint au maire de Rueil-Malmaison                              |
| 06 |           | Colette Gissinger | UDF   | Conseillère municipale d'Antony                                  |
| 07 |           | Francis Prevost   | UDF   | Adjoint au maire de Suresnes                                     |
| 08 |           | Anne Sarrot       | UDF   | Conseillère municipale de Clichy                                 |
| 09 |           | Pierre Tessier    | UDF   | Adjoint au maire d'Asnières-sur-Seine                            |

### Liste n° 9: Front national
| N° | Candidats | Candidats              | Parti | Principale fonction |
| -- | --------- | ---------------------- | ----- | ------------------- |
| 01 |           | Christian Maréchal     | FN    |                     |
| 02 |           | Argentine Venchiarutti | FN    |                     |
| 03 |           | Alain Gallais          | FN    |                     |
| 04 |           | Jeannine Naert         | FN    |                     |
| 05 |           | Bruno Ligonie          | FN    |                     |
| 06 |           | Suzanne Zwang          | FN    |                     |
| 07 |           | Alain Le Berre         | FN    |                     |
| 08 |           | Léone Tholey           | FN    |                     |
| 09 |           | Raoul Raketitch        | FN    |                     |

### Liste n° 10: Parti socialiste
| N° | Candidats | Candidats             | Parti | Principale fonction |
| -- | --------- | --------------------- | ----- | ------------------- |
| 01 |           | Robert Badinter       | PS    | Sénateur sortant    |
| 02 |           | Michèle Poncet-Ramade | Verts |                     |
| 03 |           | Pierre Gaborit        | PS    |                     |
| 04 |           | Souhila Nador         | PS    |                     |
| 05 |           | Marc Mossé            | PS    |                     |
| 06 |           | Simone Catoire        | PS    |                     |
| 07 |           | Bernard Faivre        | PS    |                     |
| 08 |           | Élisabeth Gourevitch  | PS    |                     |
| 09 |           | Jean Borsenberger     | Verts |                     |

### Liste n° 11: Mouvement républicain et citoyen
| N° | Candidats | Candidats           | Parti | Principale fonction |
| -- | --------- | ------------------- | ----- | ------------------- |
| 01 |           | Jean-Pierre Lettron | MRC   |                     |
| 02 |           |                     | MRC   |                     |
| 03 |           |                     | MRC   |                     |
| 04 |           |                     | MRC   |                     |
| 05 |           |                     | MRC   |                     |
| 06 |           |                     | MRC   |                     |
| 07 |           |                     | MRC   |                     |
| 08 |           |                     | MRC   |                     |
| 09 |           |                     | MRC   |                     |

### Liste n° 12: Mouvement national républicain
| N° | Candidats | Candidats        | Parti | Principale fonction |
| -- | --------- | ---------------- | ----- | ------------------- |
| 01 |           | Bernard Bornette | MNR   |                     |
| 02 |           |                  | MNR   |                     |
| 03 |           |                  | MNR   |                     |
| 04 |           |                  | MNR   |                     |
| 05 |           |                  | MNR   |                     |
| 06 |           |                  | MNR   |                     |
| 07 |           |                  | MNR   |                     |
| 08 |           |                  | MNR   |                     |
| 09 |           |                  | MNR   |                     |

### Liste n° 13: Divers droite
| N° | Candidats | Candidats                 | Parti | Principale fonction                                      |
| -- | --------- | ------------------------- | ----- | -------------------------------------------------------- |
| 01 |           | Charles Pasqua            | RPF   | Ancien député européen, ancien sénateur, ancien ministre |
| 02 |           | Isabelle Caullery         | UMP   | Ancienne députée européenne                              |
| 03 |           | Marie-Auguste Gouzel      | UMP   | Adjoint au maire d'Issy-les-Moulineaux                   |
| 04 |           | Isabelle Mégret           | UMP   |                                                          |
| 05 |           | Jean-Claude Caron         | UMP   |                                                          |
| 06 |           | Isabelle Estrade-François | UMP   | Adjointe au maire d'Issy-les-Moulineaux                  |
| 07 |           | Georges Siffredi          | UMP   | Député, maire de Châtenay-Malabry                        |
| 08 |           | Nicole Giulioli           | UMP   |                                                          |
| 09 |           | Laurent Martin Saint-Léon | UMP   |                                                          |

### Liste n° 14: Extrême gauche
| N° | Candidats | Candidats      | Parti | Principale fonction |
| -- | --------- | -------------- | ----- | ------------------- |
| 01 |           | Agnès Heurtier | EXG   |                     |
| 02 |           |                | EXG   |                     |
| 03 |           |                | EXG   |                     |
| 04 |           |                | EXG   |                     |
| 05 |           |                | EXG   |                     |
| 06 |           |                | EXG   |                     |
| 07 |           |                | EXG   |                     |
| 08 |           |                | EXG   |                     |
| 09 |           |                | EXG   |                     |

## Résultats
| Tête de liste  | Tête de liste         | Liste          | Voix  | %      | Élus |
| -------------- | --------------------- | -------------- | ----- | ------ | ---- |
|                | Roger Karoutchi       | UMP            | 476   | 24,21  | 2    |
|                | Robert Badinter       | PS-Verts       | 310   | 15,77  | 1    |
|                | Roland Muzeau         | PCF            | 258   | 13,12  | 1    |
|                | Charles Pasqua        | RPF-UMP        | 211   | 10,73  | 1    |
|                | Denis Badré           | UDF-UMP        | 203   | 10,33  | 1    |
|                | Jean-Pierre Fourcade  | UMP            | 192   | 9,77   | 1    |
|                | Hervé Marseille       | UDF            | 163   | 8,29   |      |
|                | Jean-Pierre Schosteck | UMP            | 96    | 4,88   |      |
|                | Agnès Heurtier        | EXG            | 18    | 0,92   |      |
|                | Mireille Gitton       | PRG            | 14    | 0,71   |      |
|                | Jean-Pierre Lettron   | MRC            | 11    | 0,56   |      |
|                | Christian Maréchal    | FN             | 9     | 0,46   |      |
|                | Bernard Bornette      | MNR            | 3     | 0,15   |      |
|                | Faouzia Zebdi-Ghorab  | DIV            | 2     | 0,10   |      |
|                |                       |                |       |        |      |
| Inscrits       | Inscrits              | Inscrits       | 1 990 | 100,00 |      |
| Abstentions    | Abstentions           | Abstentions    | 14    | 0,70   |      |
| Votants        | Votants               | Votants        | 1 976 | 99,30  |      |
| Blancs et nuls | Blancs et nuls        | Blancs et nuls | 10    | 0,51   |      |
| Exprimés       | Exprimés              | Exprimés       | 1 966 | 99,49  |      |

### Sénateurs élus
| Sénateur | Sénateur             | Parti |
| -------- | -------------------- | ----- |
|          | Roland Muzeau        | PCF   |
|          | Robert Badinter      | PS    |
|          | Denis Badré          | UDF   |
|          | Jean-Pierre Fourcade | UMP   |
|          | Roger Karoutchi      | UMP   |
|          | Isabelle Debré       | UMP   |
|          | Charles Pasqua       | RPF   |